# 类蒙瓢蜡蝉属
类蒙瓢蜡蝉属（学名：Paramongoliana）是瓢蜡蝉科下的一个属。

## 下属物种
本属包括以下物种：
- 齿类蒙瓢蜡蝉 Paramongoliana dentata Chen, Zhang & Chang, 2014